# Tiếng Cornwall
Tiếng Cornwall (Kernowek) là một ngôn ngữ Celt được nói tại Cornwall. Tiếng Cornwall đang trải quá trình phục hồi trong những thập kỷ gần đây, và được xem là một phần quan trọng của nền văn hóa và di sản Cornwall. Đây là một ngôn ngữ thiểu số được công nhận tại Vương quốc Liên hiệp, được bảo hộ bởi Hiến chương châu Âu về ngôn ngữ khu vực hoặc thiểu số và có lượng người nói đang tăng.
Giống với tiếng Wales và tiếng Breton, tiếng Cornwall xuất phát trực tiếp từ một ngôn ngữ Britton Chung từng được nói trên nhiều phần đảo Anh trước khi bị tiếng Anh lấn át. Nó từng là ngôn ngữ chính của Cornwall trong hàng thế kỷ.

## Phân bố địa lý

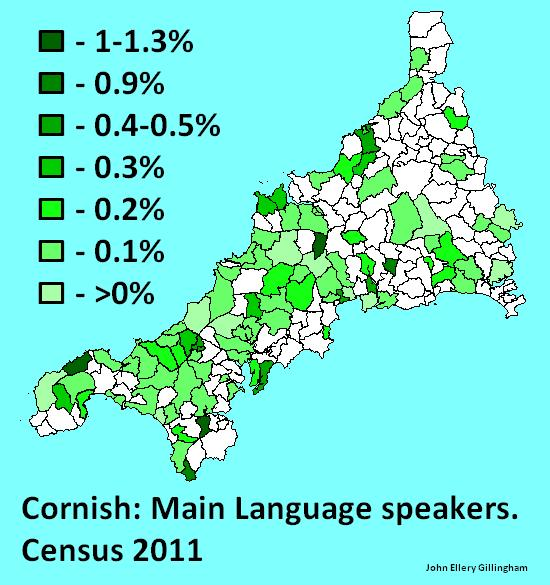
Phần trăm người cho biết tiếng Cornwall là ngôn ngữ chính của họ tại các xã của Cornwall trong thống kê 2011.

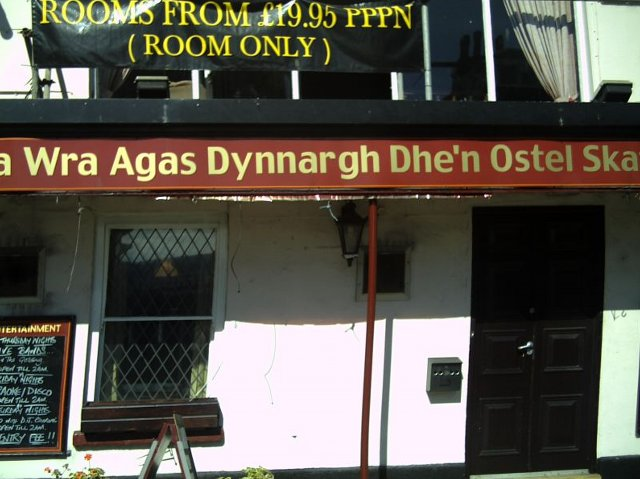
Tiếng Cornwall xuất hiện tại nhiều nơi ở Cornwall

Cornwall có dân số 536.000 (2014), đa số người nói tiếng Cornwall sống tại đây. Cũng có một số người sống ngoài Cornwall, tại những cộng đồng kiều dân Cornwall. Ước tính số người nói biến thiên tùy theo định nghĩa về "người nói", và khó xác định do bản chất cá nhân của người học ngôn ngữ. Tuy vậy, số người nói tiếng Cornwall đang tăng lên. Một khảo sát cho biết số người biết ít nhất vài từ cơ bản, như "Kernow" có nghĩa là "Cornwall", là 300.000; khảo sát trên cũng ghi nhận rằng số người có thể đối thoại đơn giản là 3.000. Dự án Chiến lược Ngôn ngữ Cornwall đã nghiên cứu số người nói về cả số lượng và mức độ thành thạo: ước tính rằng 2.000 người nói thành thạo (2008), tăng lên nhiều từ con số chỉ 300 người trong nghiên cứu của Kenneth MacKinnon năm 2000. Trong thống kê 2011, có 557 người tại Anh và Wales báo cáo rằng tiếng Cornwall là ngôn ngữ chính của họ, 464 trong đó sống ở Cornwall.

## Âm vị

### Phụ âm
|          |      | Môi | Răng | Chân răng | Chân răng sau | Vòm | Ngạc mềm | Thanh hầu |
| -------- | ---- | --- | ---- | --------- | ------------- | --- | -------- | --------- |
| Mũi      | Mũi  | m   |      | n         |               |     | ŋ        |           |
| Tắc      | Tắc  | p b |      | t d       |               |     | k g      |           |
| Sát      | Sát  | f v | θ ð  | s z       | ʃ ʒ           |     | x        | h         |
| Tiếp cận | giữa |     |      | ɹ         |               | j   | ʍ w      |           |
| Tiếp cận | sau  |     |      | l         |               |     |          |           |

### Nguyên âm
|      | Trước | Trước | Giữa | Sau | Sau |
| ngắn | dài   | ngắn  | ngắn | dài |     |
| ---- | ----- | ----- | ---- | --- | --- |
| Đóng | ɪ ʏ   | iː ɪː | ɨ̞ ʊ̈  | ʊ   | uː  |
| Vừa  | ɛ œ   | eː øː | ə    | ɔ   | oː  |
| Mở   | æ     | æː    |      | ɒ   | ɒː  |

## Ngữ pháp
Tiếng Cornwall chia sẻ với các ngôn ngữ Celt khác nhiều đặc điểm ngữ pháp mà, dù không đặc biệt, vẫn khá khác thường trong ngữ hệ Ấn-Âu. Những đặc điểm này gồm có sự biến đổi phụ âm đầu, cấu trúc động–chủ–tân, sự biến đổi giới từ, sự ưu tiên những yếu tố cần nhấn mạnh, và việc sử dụng hai dạng động từ "to be". Danh từ thuộc về một trong hai giống, đực hay cái, và không bị cách ảnh hưởng. Tiếng Cornwall có nhiều cái "đuôi" để thể hiện số nhiều; một số danh từ có một dạng thứ ba. Động từ được chia theo thì và trạng, mà được thể hiện bằng cách biến đổi động từ chính hoặc thêm động từ hỗ trợ. Về từ vựng, một lượng lớn được sử dụng để mô tả những khái niệm chi tiết trong đời sống. Ví dụ như atal, có nghĩa là 'chất thải mỏ' và beetia, có nghĩa 'sửa lưới đánh cá'. Foogan và hogan là hai loại bánh pastry khác nhau. Troyl là 'một điệu nhảy truyền thống tập thể của Cornwall,’ trong khi furry là một kiểu múa nghi thức được tổ chức tại Cornwall.
Như những ngôn ngữ Celt khác, tiếng Cornwall thiếu một số động từ thường gặp trong đa số ngôn ngữ. Trong đó gồm một số động từ chỉ tình thái; ví dụ như 'có', 'thích', 'ghét', 'thích hơn', 'phải', và 'bắt buộc'. Những động từ này được "trám chỗ" bằng lối nói hàm ý và cụm giới từ.
- Sự biến đổi phụ âm đầu: Phụ âm đầu trong một từ có thể biến đổi tùy theo vai trò ngữ pháp. Như trong tiếng Breton, có bốn kiểu biến đổi (ba trong tiếng Wales, hai trong tiếng Ireland và tiếng Man, và một trong tiếng Gael Scotland). Chúng là nhẹ (b > v), mạnh (b > p), bật hơi (b không đổi, t > th) và hỗn hợp (b > f).

| Dạng thường | Nhẹ      | Bật hơi | Mạnh | Hỗn hợp |
| --- | -------- | ------- | ---- | ------- |
| p | b        | f       | -    | -       |
| t | d        | th      | -    | -       |
| k | g        | h       | -    | -       |
| b | v        | -       | p    | f       |
| d | dh       | -       | t    | t       |
| g1 | biến mất | -       | k    | h       |
| g2 | w        | -       | k    | hw      |
| gw | w        | -       | kw   | hw      |
| m | v        | -       | -    | f       |
| ch | j        | -       | -    | -       |
| 1 Trước nguyên âm không làm tròn (i, y, e, a), l, và r + nguyên âm không làm tròn. 2 Trước nguyên âm làm tròn (o, u), và r + nguyên âm làm tròn. |          |         |      |         |

- Sự chia giới từ: Giới từ kết hợp với động từ nhân xưng tạo ra một từ. Ví dụ, gans (với, bởi) + my (tôi) → genev; gans + ev (anh ta) → ganso.
- Không có mạo từ bất định. Porth nghĩa là "cảng" ("habour") hay "một cái cảng" ("a habour") (có một mạo từ xác định: an porth là "cái cảng" ("the habour").

## Link
* Ferdinand, Siarl (2013). Brief History of the Cornish language, its Revival and its Current Situation. ''E-Keltoi'', Vol. 2, 2 Dec. pp. 199–227